# Willy Borgeaud
Willy Alfred Borgeaud (* 17. Oktober 1913 in Dardagny bei Genf; † 19. August 1989 in Lucerne/Québec) war ein schweizerisch-kanadischer Sprach- und Religionswissenschaftler. Er war von 1965 bis zu seiner Emeritierung 1980 Professor für Latein, Griechisch und vergleichende Grammatik an der Universität von Ottawa.

## Leben und Wirken
Borgeaud wurde als Sohn eines Zollbeamten in Genf geboren und besuchte in seiner Geburtsstadt das Gymnasium und auch die Universität. 1938 schloss er seine Studien mit dem Lizenziat vorerst ab. An der Universität Genf wurde er 1943/44 mit der Arbeit Les Illyriens en Grèce et in Italie: étude linguistique et mythologique zum Dr. phil. promoviert. In der Zwischenzeit führte Borgeaud ergänzende Studien auch an deutschen Universitäten durch. Bei Julius Pokorny (1887–1970) zu den keltischen Sprachen, bei Franz Altheim (1898–1976) in Halle zur Religionsgeschichte und bei Johannes Lohmann (1895–1983) zum Altpersischen und Sanskrit.
Danach arbeitete er drei Jahre unter der Leitung Walther von Wartburgs (1888–1971) am Französisch Etymologischen Wörterbuch mit. Im Anschluss lehrte er in Bex, war Hochschulassistent in Genf sowie Hochschullehrer für Latein und französische Grammatik an der Universität Damaskus.
1965 wurde Borgeaud an die Universität von Ottawa berufen, an der er bis zu seiner Emeritierung 1980 blieb.

## Privates
Zu Borgeauds Freundeskreis zählten unter anderen der Schweizer Regisseur Michel Soutter (1932–1991) und der Schweizer Schriftsteller Georges Haldas (1917–2010).
Willy Borgeaud war mit Marthe Roder verheiratet. Ihr gemeinsamer Sohn Philippe Borgeaud (geb. 1946) ist Professor für Religionsgeschichte an der Universität Genf.

## Veröffentlichungen
- Les Illyriens en Grèce et en Italie. Genf 1943 (doctarat ès lettres).
- Les Argonautes de Pindare. Geneva & Paris, 1949.
- Zusammen mit Raymond Christinger (Hrsg.): Mythologie de la Suisse ancienne. Band 1, Genf 1963
- Fasti Umbrici. Études sur le vocabulaire et le rituel des Tables Eugubines. Ottawa 1982